# Linton Kwesi Johnson
Linton Kwesi Johnson (Chapelton, 24 agosto 1952) è un cantante e poeta giamaicano.
Egli è noto per essere stato il pioniere del genere Dub Poetry.

## Biografia
Linton Kwesi Johnson nasce il 24 agosto del 1952 in Giamaica da una poverissima famiglia di Chapetlon.  Il papà era un fornaio e lavorava anche nelle piantagioni di zucchero mentre la mamma era una cameriera. Passa la sua infanzia nella parrocchia di Chapleton con un'istruzione giamaicana. Impara la musica grazie alla nonna , molto ritmiche e molti modi di fare rime le impara grazie alle filastrocche e i suoi canti religiosi.
“I bambini dei Caraibi crescono in una tradizione orale di storie, rime, canzoncine a stretto contatto con forme musicali di matrice africana come Kumina o protestanti come la chiesa battista e pentecostale […].” “[..]Quando mi accostai alla poesia attinsi naturalmente a quella tradizione orale popolare in cui ero stato immerso da bambino. Siccome non avevo basi di poesia, iniziai da lì. Si può iniziare solo da quel che si è, non si può iniziare da nient'altro.”
Quando lui ha 9 anni sua madre se ne va in Inghilterra dopo il divorzio con il marito e Linton rimane con suo padre e i suoi nonni. A 11 anni decide di raggiungere la mamma in Inghilterra specificatamente a Londra, nel quartiere di Brixton: da qui la sua vita cambia completamente.
Frequenta la “Tulse Hill Secondary School” nel quartiere di Brixton ed è proprio qui che si avvicina al movimento delle Black Panthers.
Linton è un ragazzo molto bravo a scuola. Inizia a comprendere il razzismo istituzionale quando vede come venga poco spronato a scuola nonostante la sua bravura. “A scuola, poi, ho fatto la mie prima esperienze col razzismo. Credevo veramente che i bianchi fossero brava gente, invece i ragazzini mi chiamavano sporco negro e gli insegnanti facevano commenti razzisti tipo: “Dove credi di essere nella giungla?”.  Crescendo era poi spesso fermato per strada, perquisito intimidito, e “cercando spesso lavoro” dichiara “ottenevo sempre risposte evasive”. L'esperienza più grave sarà poi nel 1972 quando verrà aggredito da alcuni poliziotti solo per aver chiesto i nomi dei ragazzi che stavano portando in carcere.
Nel periodo del liceo si interessa però ai classici della protesta nera come W.E.B Du Bois's “The Souls of Black Folk” e a Frantz Fanon's “The Wretched of the Earth”.
Abbandona gli studi poco prima della fine della scuola quando scopre che la sua ragazza è incinta. Si mantiene con una serie di lavori d’ufficio ma frequenta corsi serali. Nel 1970 si sposa con Barbara ma divorzierà da lei nel 1994. Linton si iscrive alla facoltà di sociologia nel “Goldsmith College” e nel 1973 si laurea. La conoscenza della sociologia si rivelerà molto utile per scrivere poesie a carattere politico.
Trova solo lavoro in una catena di montaggio a sud di Londra. Continua però a frequentare diverse realtà politiche come ad esempio il collettivo Race Today. Quest'ultimo è un collettivo che scrive sull'omonimo giornale orientato su posizioni socialiste.
Nel 1974 il suo collettivo Race Today pubblica “Voices of the living an the dead”. Nel 1975 Bogle-L'Overture (una piccola casa editrice nera) pubblica “Dread Beat and Blood”. Il libro diventa un immediato successo di critica e vendita. Nel 1977 viene premiato come scrittore dell'anno residente nel borgo di Lambeth dalla compagnia C.Day Lewis Fellowship. Va a lavorare, sempre nello stesso anno, nel Keskidee Centre il primo centro di teatro e arte Black.
Nel 1981 crea un'etichetta indipendente, la LJK Records, producendo soprattutto artisti emergenti e di genere reggae. Nel 1982, la BBC lo chiama per creare un programma alla radio di musica popolare giamaicana (genere che lui aveva molto approfondito). Il programma intitolato From Mento to Lovers Rock fu più che un programma di storia musicale, Johnson riusciva a fornire analisi politiche e sociali molto approfondite e contestualizzate alla realtà politica inglese. Dal 
1985 al 1988 lavora anche nel come reporter su Channel 4 a The Bandung File. Nel 1985 arriva il primo disco live con il gruppo e viene nominato anche per un Grammy Awards.
Nel 1994 divorzia con la moglie Barbara e inizia una nuova relazione con Sharmilla Beezmouhn. Negli anni 2000 Linton Kwesi Johnson emerge come una figura classica nella realtà poetica e musicale. Nel 2002 difatti è il secondo poeta vivente ed il primo poeta di colore ad essere pubblicato dalla Penguin Modern Classic Series, nel 2004 viene nominato “Visiting Professor” onorario nella università Middlesex di Londra, e nel 2005 viene premiato con la medaglia di argento dall'istituto della Giamaica per essersi distinto nell'arte della poesia. Il 2010/11 è segnato da un brutto avvenimento poiché gli viene diagnosticato un cancro alla prostata, riesce a uscirne grazie a delle cure. Dopo la sua esperienza Kwesi Johnson si è interessato alla causa per il bene della sua comunità poiché l'argomento non è molto
conosciuto in generale. Rilascia un'intervista alla radio e una al sito della  “Prostate cancer Uk.” “[..] I was wisit the clinic, I saw a guy who lives around the corner, again I said, “What are you doing here?” He said, “Oh, I had the prostate.” He didn't even use the word cancer.
Nel 2012 si afferma come grande poeta vincendo la “Golden Pen” premio rinomato della letteratura inglese. Continua poi a vivere a Londra, nel suo affezionatissimo quartiere di Brixton.
Quando sono scoppiate le proteste a seguito dell'uccisione di George Floyd e la popolazione statunitense (ma non solo) si è sollevata con vibranti proteste attorno a Black Lives Matter, LKJ ha rilasciato la seguente dichiarazione:
"Sono al settimo cielo per ciò che sta succedendo tra i giovani. Vengo da una generazione ribelle di attivisti che volevano cambiare il paese e sembra che questa nuova generazione stia proseguendo di nuovo su questa strada. Sono così felice di essere vivo per vederlo succedere. C'è stata una risposta enorme anche qui in Inghilterra perché il razzismo è nel sistema legale e c'è impunità nella polizia. Direi che il razzismo è parte del Dna culturale della Gran Bretagna."
Ha recentemente dichiarato che avere passato i settanta anni lo ha reso pigro e abitudinario, ma non ha certo perso la sua visione nei confronti di un mondo che va verso l’autodistruzione, cercando sempre uno spirito positivo, in mezzo alla critica, spesso feroce, verso chi lo governa così male.
“Io sono un eterno ottimista. Lo devi essere. C’è sempre speranza, anche se sembra che stiamo facendo passi indietro in termini di giustizia sociale, immigrazione, povertà. Non so quanto leggano i giovani, ma è importante informarsi su ciò che è accaduto prima perché la continuità è cruciale. Devi sapere da dove vieni per sapere dove stai andando.”

## Discografia
- 1978 - Dread Beat An' Blood - Island Records

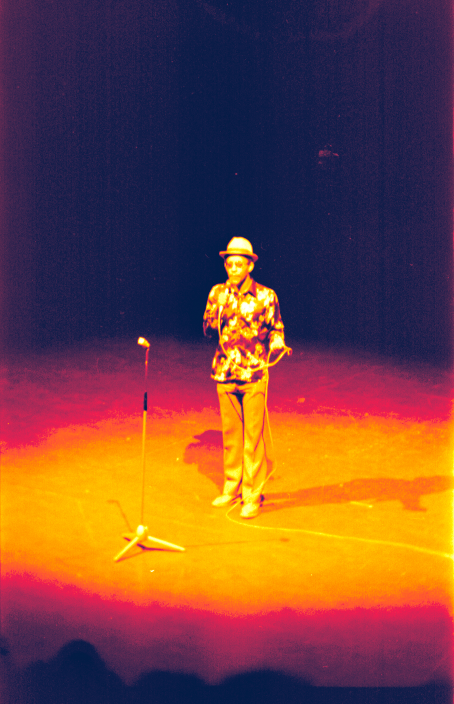
LKJ 1980

- 1979 - Forces of Victory - Island Records
- 1980 - Bass Culture - Island Records
- 1980 - LKJ in Dub - Island Records
- 1984 - Making History - Island Records
- 1984 - Reggae Greats - Island Records
- 1985 - LKJ Live in Concert with the Dub Band - LKJ Records
- 1985 - Dub Poetry - Island Records
- 1991 - Tings An' Times - LKJ Records
- 1992 - LKJ in Dub: Volume 2 - LKJ Records
- 1996 - LKJ Presents - LKJ Records
- 1996 - LKJ A Cappella Live - LKJ Records
- 1998 - Independent Intavenshan - Island Records
- 1999 - More Time - LKJ Records
- 2002 - LKJ in Dub: Volume 3 - LKJ Records
- 2003 - Straight to Inglan's Head - Universal Records
- 2004 - Live in Paris - Wrasse Records
- 2004 - Live in Paris with the Dennis Bovell Dub Band (DVD) - Wrasse Records